# Dr. Kaufman
Dr. Kaufman é um personagem do filme 007 O Amanhã Nunca Morre, da série cinematográfica de James Bond, criado por Ian Fleming.

## Características
Kaufman é um médico alemão, doutor em medicina forense, conhecido por suas técnicas de assassinato. Homem de aparência extremamente formal e séria, ele é o mentor de Stamper, principal capanga de Elliot Carver, que o tem como figura de pai.

## Filme
Kaufman é contratado por Carver para matar a esposa Paris, depois de achar que foi traído por ela. Kaufman a mata no quarto de hotel de Bond, onde ela esperava o espião, e aguarda pela chegada de 007, com ordens de matá-lo também.
Bond volta ao quarto e descobre a mulher morta e quando  prepara-se para sair é surpreendido por Kaufman de arma na mão. Ele ordena a 007 que sente-se ao lado do corpo de Paris na cama, onde pretende matá-lo e deixar um quadro de assassinato seguido de suicídio entre os dois. No momento da execução, entretanto, Stamper liga para Kaufman no celular, mandando o doutor torturar o espião para que ele fale qual a combinação que abre o carro do agente, que o capanga e seu grupo de assassinos empregados de Carver querem investigar e se encontra na garagem do hotel, sem conseguirem acesso. Bond então entrega seu celular a Kaufman, mandando que ele aperte uma combinação de botões que destravará o carro, mas na verdade a combinação produz um eletrochoque que desarma o doutor.
Agora em posição de vantagem e com a pistola apontada pra Kaufman, Bond ouve o doutor dizer que o poupe pois ele é apenas um profissional fazendo seu trabalho. Bond responde que também é e mata Kaufman a tiros.